# Labruguière

Labruguière este o comună în departamentul Tarn din sudul Franței. În 2009 avea o populație de 6.123 de locuitori.

## Evoluția populației
| An        | 1975  | 1982  | 1990  | 1999  | 2006  | 2009  |
| --------- | ----- | ----- | ----- | ----- | ----- | ----- |
| Populație | 5.468 | 5.541 | 5.486 | 5.488 | 5.834 | 6.123 |